# Charles Lecocq

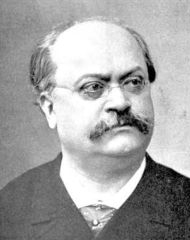
Charles Lecocq

Charles-Alexandre Lecocq (Parigi, 3 giugno 1832 – Parigi, 24 ottobre 1918) è stato un compositore francese.

## Biografia

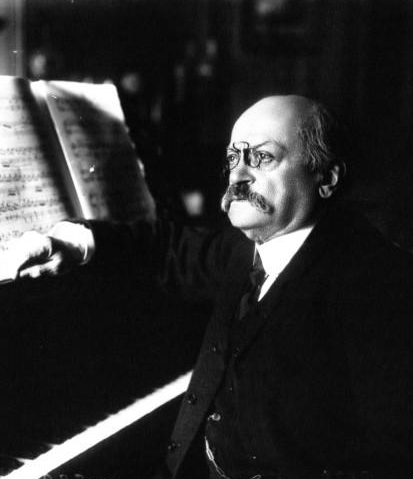
Charles Lecocq nel 1910

Allievo di Fromental Halévy al conservatorio di Parigi, il suo esordio avvenne nel 1857 grazie all'operetta Le Docteur Miracle, composta in collaborazione con Bizet, che non riscosse una buona accoglienza al Théâtre des Bouffes-Parisiens diretta da Jacques Offenbach; nel 1859 l'operetta Huis-clos ebbe la prima nel Théâtre des Folies-Nouvelles di Parigi, nel 1864 le operette Le baiser а la porte al Théâtre des Folies-Nouvelles e Liline et Valentin al Théâtre des Folies-Marigny di Parigi, nel 1866 l'operetta Le myosotis con il libretto di William Busnach e Amédée de Noé a Théâtre du Palais-Royal di Parigi e Ondines au Champagne con il libretto di Victorien Sardou al Théâtre des Folies-Marigny, nel 1867 Le cabaret de Ramponneau al Théâtre des Folies-Marigny e per un altro periodo, le sue operette passarono inosservate e, solamente nel 1868, l'opera Fleur de thé (Fior di thè) sfondò e meritò oltre un centinaio di rappresentazioni nel giro di poco tempo.
Tra le sue altre composizioni, si ricordano: il vaudeville Le Carnaval d'un merle; le operette Gandolfo del 1869 con libretto di Henri-Charles Chivot e Alfred Duru al Théâtre des Bouffes-Parisiens, Le rajah de Mysore del 1869 con libretto di Chivot Duru al Théâtre des Bouffes-Parisiens che ebbe la prima come Il rajah di Missore al Teatro Costanzi di Roma nel 1896, Deux portières pour un cordon, Le beau Dunois, Le Pompom, Le petit due, La Camargo, Ali Baba, Ninette; all'Opéra-Comique vennero rappresentati anche i suoi balletti, tra i quali Barbe-bleu e Le cygne, oltre a questi compose anche balletti-pantomima, pezzi per pianoforte, pezzi per canto, pezzi religiosi.
L'operetta Sauvons le caisse andò in scena nel 1871 a Parigi.
La fille de Madame Angot ebbe la prima assoluta con successo il 4 dicembre 1872 al Théâtre des Fantaisies-Parisiennes di Bruxelles, dal 21 febbraio 1873 ebbe la prima con successo al Théâtre des Folies-Dramatiques di Parigi raggiungendo 411 recite, il 1º maggio dello stesso anno al Teatro di Torino, nel Regno Unito il 17 maggio 1873 ha la première nel St James's Theatre di Londra e portata con successo come The Daughter of Madame Angot nella versione di Brougham Farnie al Gaiety Theatre (Londra) con Emily Soldene, il 25 agosto dello stesso anno al Broadway theatre di New York, il 20 novembre 1873 al Deutsches Theater di Berlino, il 2 gennaio 1874 al Carltheater di Vienna, il 22 giugno 1874 a Edimburgo, il 6 settembre 1875 al Teatro Coppola di Catania come La figlia di Madame Angot, l'8 maggio 1880 al Theatre Royal di Dundee nella traduzione di Henry James Byron per la Soldene English and Comic Opera Company, il 10 febbraio 1888 con successo all'Éden-Théâtre di Parigi, il 29 maggio 1897 al Teatro Amazonas di Manaus, il successivo 20 ottobre al Teatro Costanzi di Roma, il 14 dicembre 1909 ha la première al New Theatre di Manhattan per il Metropolitan Opera con Frances Alda ed Antonio Pini-Corsi, al Teatro Reinach di Parma ebbe la prima il 9 maggio 1874 e come La figlia di madama Angot il 12 maggio 1897 (31 recite fino al 1917) e il 28 dicembre 1918 diretta da Reynaldo Hahn al Théâtre national de l'Opéra-Comique di Parigi, nel 1937 al Grand Théâtre de Monte Carlo, nel 1953 al Teatro Vittorio Alfieri (Torino) e nel 1958 al Grand Théâtre di Ginevra..
Giroflé-Girofla ebbe la prima assoluta al Théâtre des Fantaisies Parisiennes di Bruxelles il 21 marzo 1874, dall'11 novembre al Théâtre de la Renaissance di Parigi supera le 200 recite, in Australia ebbe la prima il 22 maggio 1875 ebbe la prima nel Prince of Wales Opera House di Melbourne e il 20 dicembre 1880 nel Theatre Royal di Sydney e al Wiener Staatsoper andò in scena nel 1954 diretta da Anton Paulik per 17 recite.
Le petit duc ebbe la prima assoluta con successo il 25 gennaio 1878 al Théâtre de la Renaissance di Parigi e andò in scena nel 1897 al Théâtre des Bouffes-Parisiens. Il duchino ebbe la prima l'8 novembre 1881 al Teatro Reinach di Parma dove andò in scena anche il 3 maggio 1897 e il 29 aprile 1914 ed ebbe la prima il 19 novembre 1900 nel Teatro Costanzi di Roma.
Le grand Casimir andò in scena nel 1879 con il libretto di Jules Prével e albert de Saint-Albin al Théâtre des Variétés di Parigi.
Ali-Baba ebbe la prima assoluta l'11 novembre 1887 al Théâtre Alhambra di Bruxelles. Alì Babà, fiaba delle Mille e una notte andò in scena il 23 aprile 1914 al Teatro Reinach di Parma.
Fior di thè andò in scena al Teatro Reinach di Parma il 5 novembre 1900.